# Dal Clawson
Dal Clawson, nato Lawrence Dallin Clawson (Salt Lake City, 4 ottobre 1885 – Englewood, 18 luglio 1937), è stato un direttore della fotografia statunitense che lavorò soprattutto all'epoca del cinema muto.
Fu uno dei quindici membri fondatori nel 1919 dell'ASC, l'American Society of Cinematographers.

## Filmografia
- Suspense, regia di Lois Weber e Phillips Smalley (1913)
- The Merchant of Venice, regia di Phillips Smalley e Lois Weber (1914)
- The Career of Waterloo Peterson, regia di Phillips Smalley e Lois Weber (1914)
- It's No Laughing Matter, regia di Lois Weber (1915)
- Hypocrites (o The Hypocrites), regia di Lois Weber (1915)
- Sunshine Molly, regia di Lois Weber e Phillips Smalley (1915)
- Captain Courtesy, regia di Phillips Smalley e Lois Weber (1915)
- The Rosary, regia di Colin Campbell (1915)
- Scandal, regia di Lois Weber e Phillips Smalley (1915)
- The Yankee Girl, regia di Jack J. Clark (1915)
- Civilization, aa.vv. (1916)
- The Call of the Cumberlands, regia di Frank Lloyd (1916)
- The Dumb Girl of Portici, regia di Lois Weber e Phillips Smalley (1916)
- The Phantom, regia di Charles Giblyn (1916)
- Honor Thy Name, regia di Charles Giblyn (1916)
- The Vagabond Prince, regia di Charles Giblyn (1916)
- Somewhere in France, regia di Charles Giblyn (1916)
- The Honorable Algy, regia di Raymond B. West (1916)
- The Love Thief, regia di Robert Stanton (1916)
- The Female of the Species, regia di Raymond B. West (1916)
- The Weaker Sex, regia di Raymond B. West (1917)
- One Touch of Sin, regia di Richard Stanton (1917)
- La bugia muta (The Silent Lie), regia di R.A. Walsh (Raoul Walsh) (1917)
- La peccatrice innocente (The Innocent Sinner), regia di R.A. Walsh (Raoul Walsh) (1917)
- Tradita (Betrayed), regia di Raoul Walsh (1917)
- Il conquistatore (The Conqueror), regia di Raoul Walsh (1917)
- This Is the Life, regia di Raoul Walsh (1917)
- Orgoglio di New York (The Pride of New York), regia di R.A. Walsh (1917)
- The Red, Red Heart, regia di Wilfred Lucas (1918)
- Preferisco mio marito (For Husbands Only), regia di Phillips Smalleye Lois Weber (1918)
- The Temple of Dusk, regia di James Young (1918)
- When a Girl Loves, regia di Phillips Smalley e Lois Weber (1919)
- La bagnante sconosciuta (A Midnight Romance), regia di Lois Weber (1919)
- A Heart in Pawn, regia di William Worthington (1919)
- The Courageous Coward, regia di William Worthington (1919)
- Il marchio del passato (Mary Regan), regia di Lois Weber (1919)
- Forbidden, regia di Phillips Smalleye Lois Weber (1919)
- Il ritorno al paradiso terrestre (Back to God's Country), regia di David Hartford (1919)
- Her Kingdom of Dreams, regia di Marshall Neilan (1919)
- Bonds of Honor, regia di William Worthington (1919)
- Eve in Exile, regia di Burton George (1919)
- The Corsican Brothers, regia di Colin Campbell e Louis J. Gasnier (1920)

- Miami, regia di Alan Crosland (1924)

- The Dead March, regia di Bud Pollard (1937)